# Climaxxx
Climaxxx es el nombre del primer álbum de estudio del cantante Dalex. Se lanzó el 10 de mayo de 2019, por Rich Music. Contó con las colaboraciones de Nicky Jam, Sech, Justin Quiles, Cazzu, Khea, Rauw Alejandro, entre otros.
Para su promoción se lanzó el sencillo «Pa' mí (Remix)», tema que alcanzó la posición #1 en el Top 50 Spotify Global en 17 países y en la posición #1 en la lista Top 100 de Apple Music en 4 países diferentes.

## Lista de canciones
| N.º   | Título                                                                            | Duración |  |
| 1.    | «Climaxxx»                                                                        | 0:37     |  |
| 2.    | «Hola»                                                                            | 3:45     |  |
| 3.    | «Cuaderno» (con Nicky Jam, Justin Quiles, Sech, Lenny Tavárez, Feid y Rafa Pabón) | 4:46     |  |
| 4.    | «Fuerte» (con Gigolo & La Exce)                                                   | 3:38     |  |
| 5.    | «Sola»                                                                            | 2:55     |  |
| 6.    | «Sin ti» (con Sech y Miky Woodz)                                                  | 3:31     |  |
| 7.    | «Especial»                                                                        | 3:29     |  |
| 8.    | «Yo no me enamoro» (con Justin Quiles)                                            | 3:31     |  |
| 9.    | «Culo»                                                                            | 3:03     |  |
| 10.   | «Prendia» (con Cauty y Rafa Pabón)                                                | 2:43     |  |
| 11.   | «Humo»                                                                            | 3:18     |  |
| 12.   | «Lo que te gusta»                                                                 | 2:56     |  |
| 13.   | «Si te olvidé»                                                                    | 3:14     |  |
| 14.   | «Pa' mí (Remix)» (con Rafa Pabón, Khea, Sech, Feid, Cazzu y Lenny Tavárez)        | 6:00     |  |
| 15.   | «Vuelva a ver (Remix)» (con Lyanno, Sech, Justin Quiles y Rauw Alejandro)         | 4:27     |  |
| 51:58 |                                                                                   |          |  |